# Exermont
Exermont est une commune française, située dans le département des Ardennes en région Grand Est.

## Géographie
| Fléville       | Sommerance     | Romagne-sous-Montfaucon (Meuse)                           |
| Chatel-Chéhéry | Exermont       | Gesnes-en-Argonne (Meuse) Cierges-sous-Montfaucon (Meuse) |
|                | Baulny (Meuse) | Épinonville (Meuse)                                       |

- Superficie : 18,29 km2
- Densité : 2,3 hab./km2
- Altitude : 150 m

### Hydrographie
La commune est dans la région hydrographique « la Seine du confluent de l'Oise (inclus) à l'embouchure » au sein du bassin Seine-Normandie. Elle est drainée par le ruisseau d'Exermont, le Fond des Baves, le ruisseau de Chaudron, le Fossé de Perlinchamp, le ruisseau du Gouffre, le ruisseau de Mayange, le Fossé de la Côte Paquette, le cours d'eau 01 de la Côte de Picardie et divers autres petits cours d'eau,.

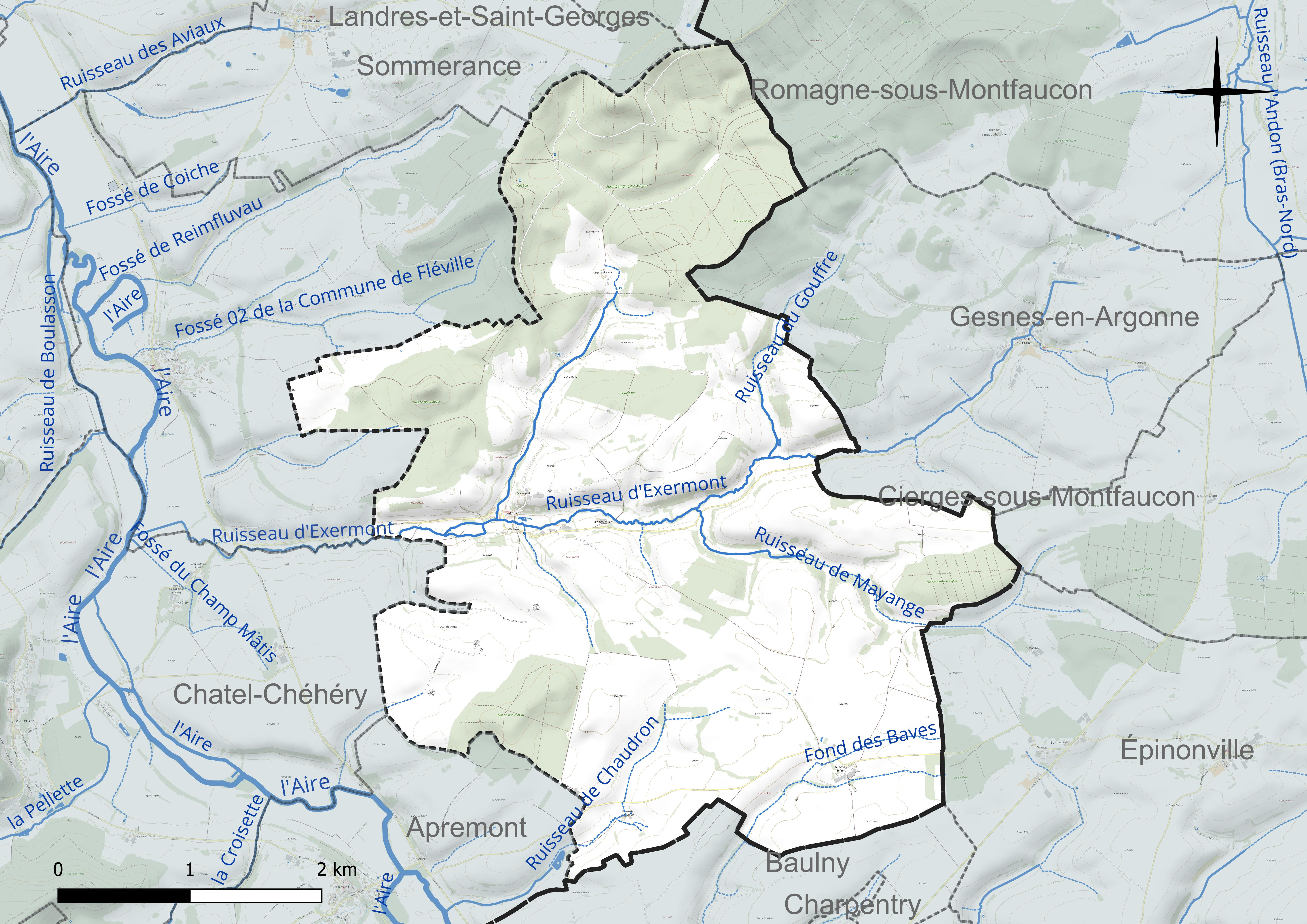
Réseau hydrographique d'Exermont.

### Climat
Pour des articles plus généraux, voir Climat du Grand Est et Climat des Ardennes.
En 2010, le climat de la commune est de type climat de montagne, selon une étude du Centre national de la recherche scientifique s'appuyant sur une série de données couvrant la période 1971-2000. En 2020, Météo-France publie une typologie des climats de la France métropolitaine dans laquelle la commune est exposée à un climat océanique altéré et est dans la région climatique Lorraine, plateau de Langres, Morvan, caractérisée par un hiver rude (1,5 °C), des vents modérés et des brouillards fréquents en automne et hiver.
Pour la période 1971-2000, la température annuelle moyenne est de 9,9 °C, avec une amplitude thermique annuelle de 15,7 °C. Le cumul annuel moyen de précipitations est de 893 mm, avec 13,5 jours de précipitations en janvier et 9,4 jours en juillet. Pour la période 1991-2020, la température moyenne annuelle observée sur la station météorologique de Météo-France la plus proche, « Septsarges », sur la commune de Septsarges à 12 km à vol d'oiseau, est de 10,3 °C et le cumul annuel moyen de précipitations est de 942,8 mm. 
La température maximale relevée sur cette station est de 39,9 °C, atteinte le 25 juillet 2019 ; la température minimale est de −15,7 °C, atteinte le 1er janvier 1997,,.
Les paramètres climatiques de la commune ont été estimés pour le milieu du siècle (2041-2070) selon différents scénarios d'émission de gaz à effet de serre à partir des nouvelles projections climatiques de référence DRIAS-2020. Ils sont consultables sur un site dédié publié par Météo-France en novembre 2022.

## Urbanisme

### Typologie
Au 1er janvier 2024, Exermont est catégorisée commune rurale à habitat très dispersé, selon la nouvelle grille communale de densité à 7 niveaux définie par l'Insee en 2022.
Elle est située hors unité urbaine et hors attraction des villes,.

### Occupation des sols
L'occupation des sols de la commune, telle qu'elle ressort de la base de données européenne d’occupation biophysique des sols Corine Land Cover (CLC), est marquée par l'importance des territoires agricoles (70,4 % en 2018), une proportion sensiblement équivalente à celle de 1990 (70,6 %). La répartition détaillée en 2018 est la suivante : 
prairies (42,6 %), forêts (29,6 %), terres arables (22,2 %), zones agricoles hétérogènes (5,6 %). L'évolution de l’occupation des sols de la commune et de ses infrastructures peut être observée sur les différentes représentations cartographiques du territoire : la carte de Cassini (XVIIIe siècle), la carte d'état-major (1820-1866) et les cartes ou photos aériennes de l'IGN pour la période actuelle (1950 à aujourd'hui).

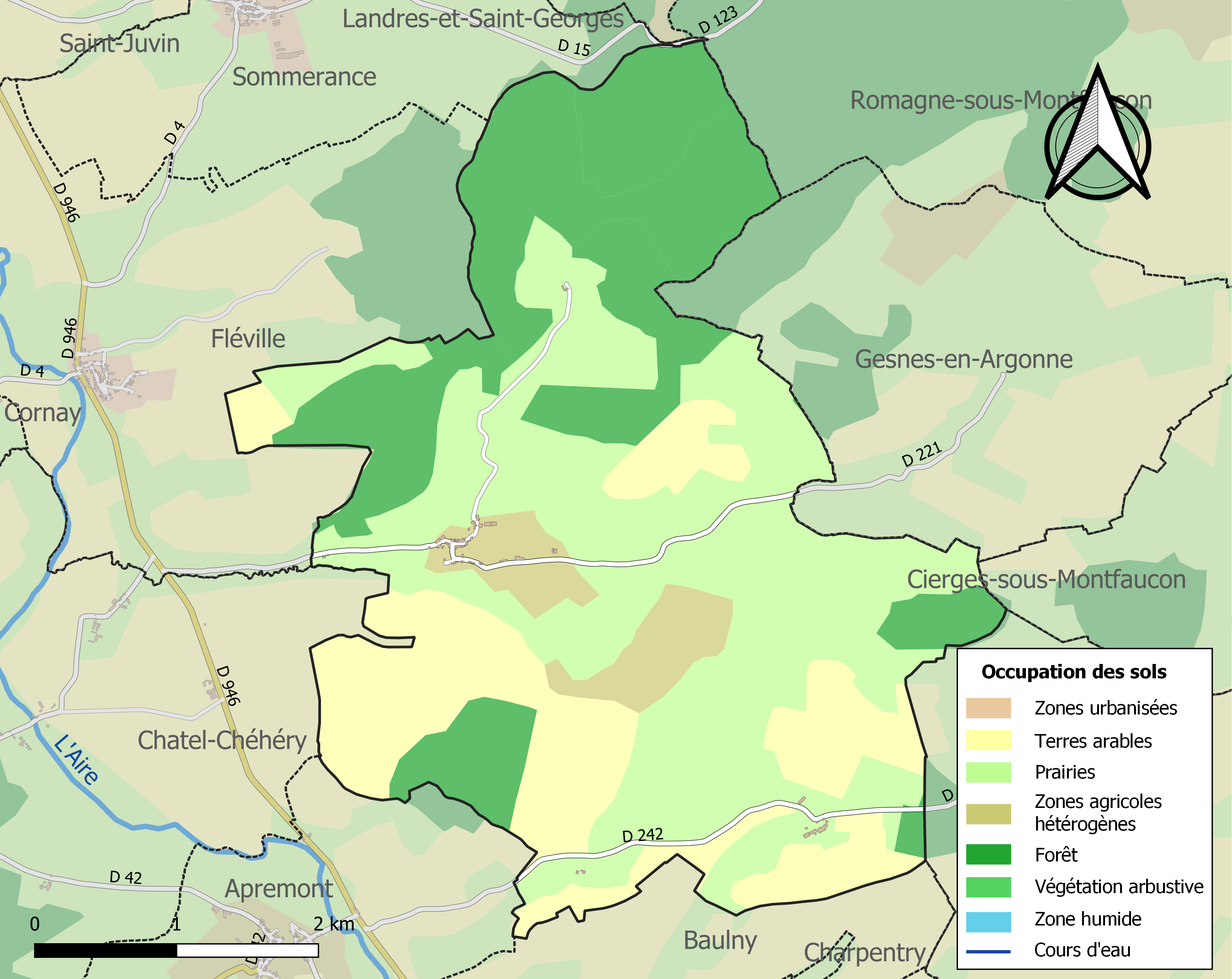
Carte des infrastructures et de l'occupation des sols de la commune en 2018 (CLC).

## Histoire

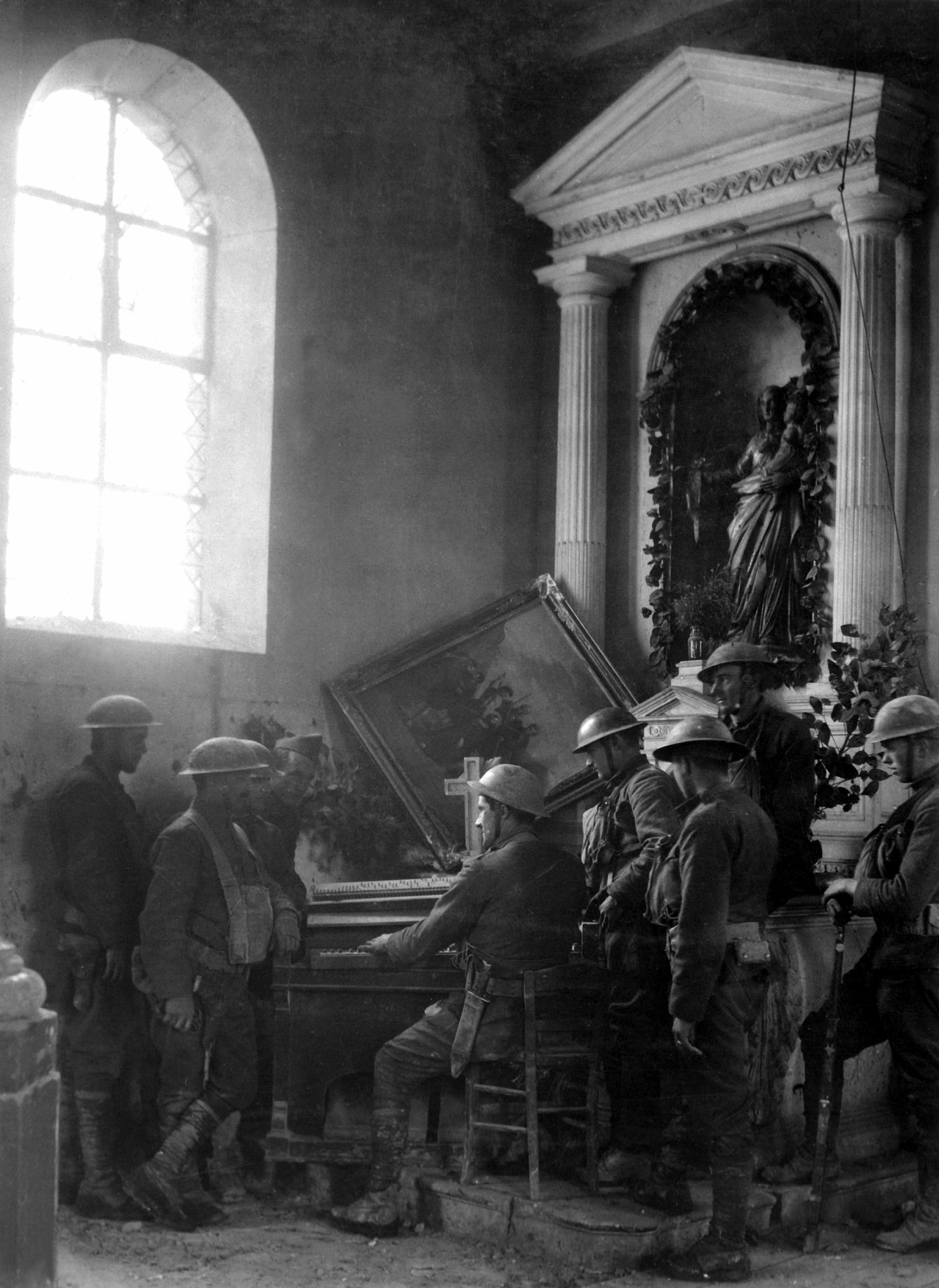
Des soldats des États-Unis jouent de l'orgue dans une église après les combats contre l'armée allemande à Exermont le 11 octobre 1918.

## Politique et administration
| Période                                  | Période  | Identité          | Étiquette | Qualité              |
| ---------------------------------------- | -------- | ----------------- | --------- | -------------------- |
| 1995                                     | 2005     | Pierre Grandvalet | DVD       |                      |
| mars 2005                                | 2020     | Daniel Nizet      | SE        | Agriculteur retraité |
| 2020                                     | En cours | Sylvain Nizet     |           | Agriculteur          |
| Les données manquantes sont à compléter. |          |                   |           |                      |

## Démographie
L'évolution du nombre d'habitants est connue à travers les recensements de la population effectués dans la commune depuis 1793. Pour les communes de moins de 10 000 habitants, une enquête de recensement portant sur toute la population est réalisée tous les cinq ans, les populations de référence des années intermédiaires étant quant à elles estimées par interpolation ou extrapolation. Pour la commune, le premier recensement exhaustif entrant dans le cadre du nouveau dispositif a été réalisé en 2005.

En 2022, la commune comptait 33 habitants, en évolution de −19,51 % par rapport à 2016 (Ardennes : −2,97 %, France hors Mayotte : +2,11 %).
| 1793 | 1800 | 1806 | 1821 | 1831 | 1836 | 1841 | 1846 | 1851 |
| ---- | ---- | ---- | ---- | ---- | ---- | ---- | ---- | ---- |
| 268  | 283  | 300  | 304  | 314  | 359  | 358  | 375  | 361  |

| 1866 | 1872 | 1876 | 1881 | 1886 | 1891 | 1896 | 1901 | 1906 |
| ---- | ---- | ---- | ---- | ---- | ---- | ---- | ---- | ---- |
| 328  | 296  | 308  | 290  | 259  | 243  | 240  | 205  | 176  |

| 1911 | 1921 | 1926 | 1931 | 1936 | 1946 | 1954 | 1962 | 1968 |
| ---- | ---- | ---- | ---- | ---- | ---- | ---- | ---- | ---- |
| 172  | 96   | 101  | 95   | 103  | 104  | 82   | 62   | 56   |

| 1975 | 1982 | 1990 | 1999 | 2005 | 2006 | 2010 | 2015 | 2020 |
| ---- | ---- | ---- | ---- | ---- | ---- | ---- | ---- | ---- |
| 53   | 49   | 38   | 32   | 32   | 33   | 36   | 41   | 36   |

| 2022 | - | - | - | - | - | - | - | - |
| ---- | - | - | - | - | - | - | - | - |
| 33   | - | - | - | - | - | - | - | - |

## Culture locale et patrimoine

### Lieux et monuments
- Viaduc d'Exermont, aussi connu sous le nom de viaduc d'Ariéthal, vestige d'une ligne ferroviaire stratégique qui sert désormais à l'entrainement de descente en rappel et sauts pendulaires des sapeurs-pompiers de Reims. Le viaduc est également un lieu de loisirs ouvert au grand public puisqu'il est l'unique base naturelle de Champagne-Ardenne pour la pratique du saut à l'élastique.
- Église Saint-Pierre d'Exermont

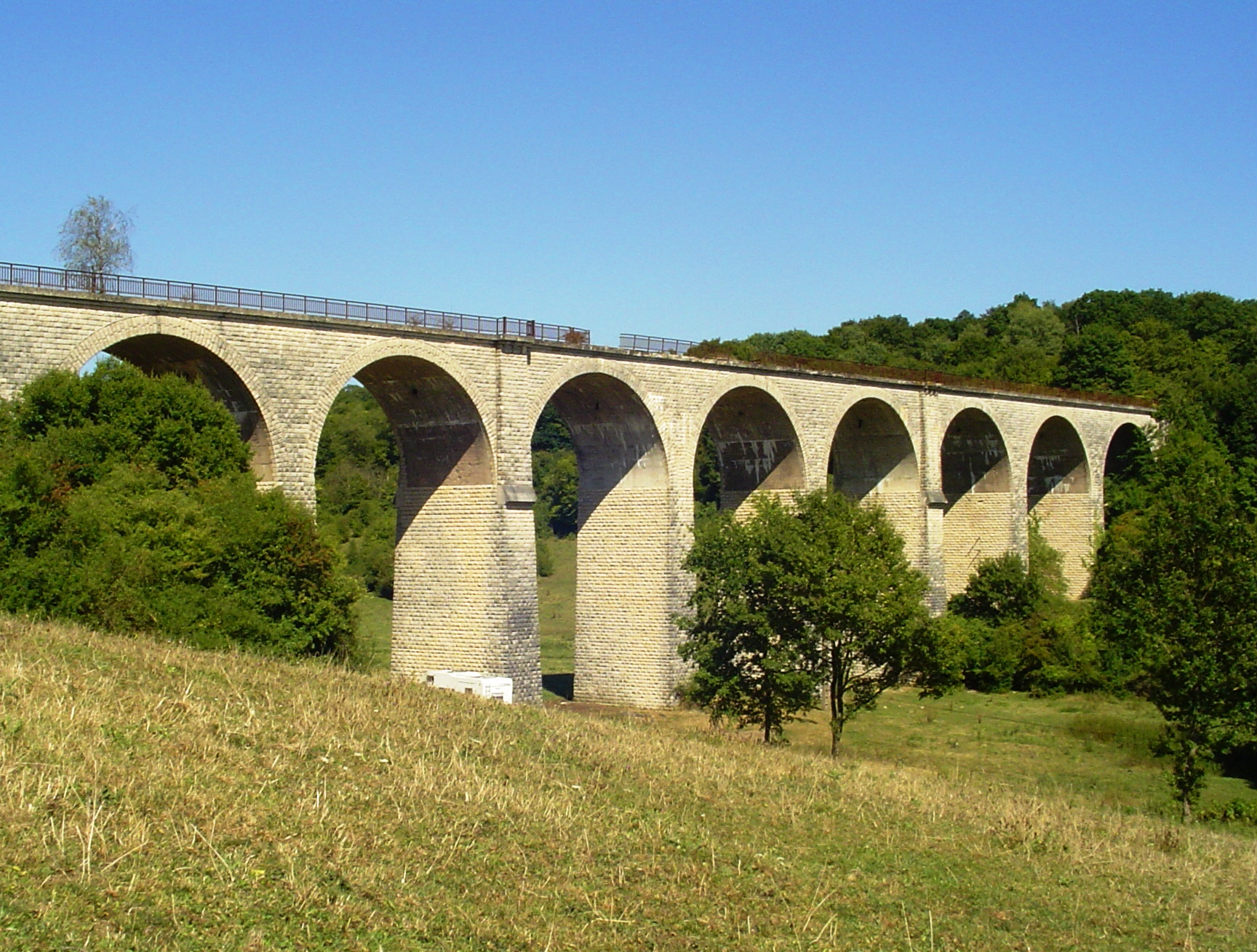
Viaduc d'Exermont.
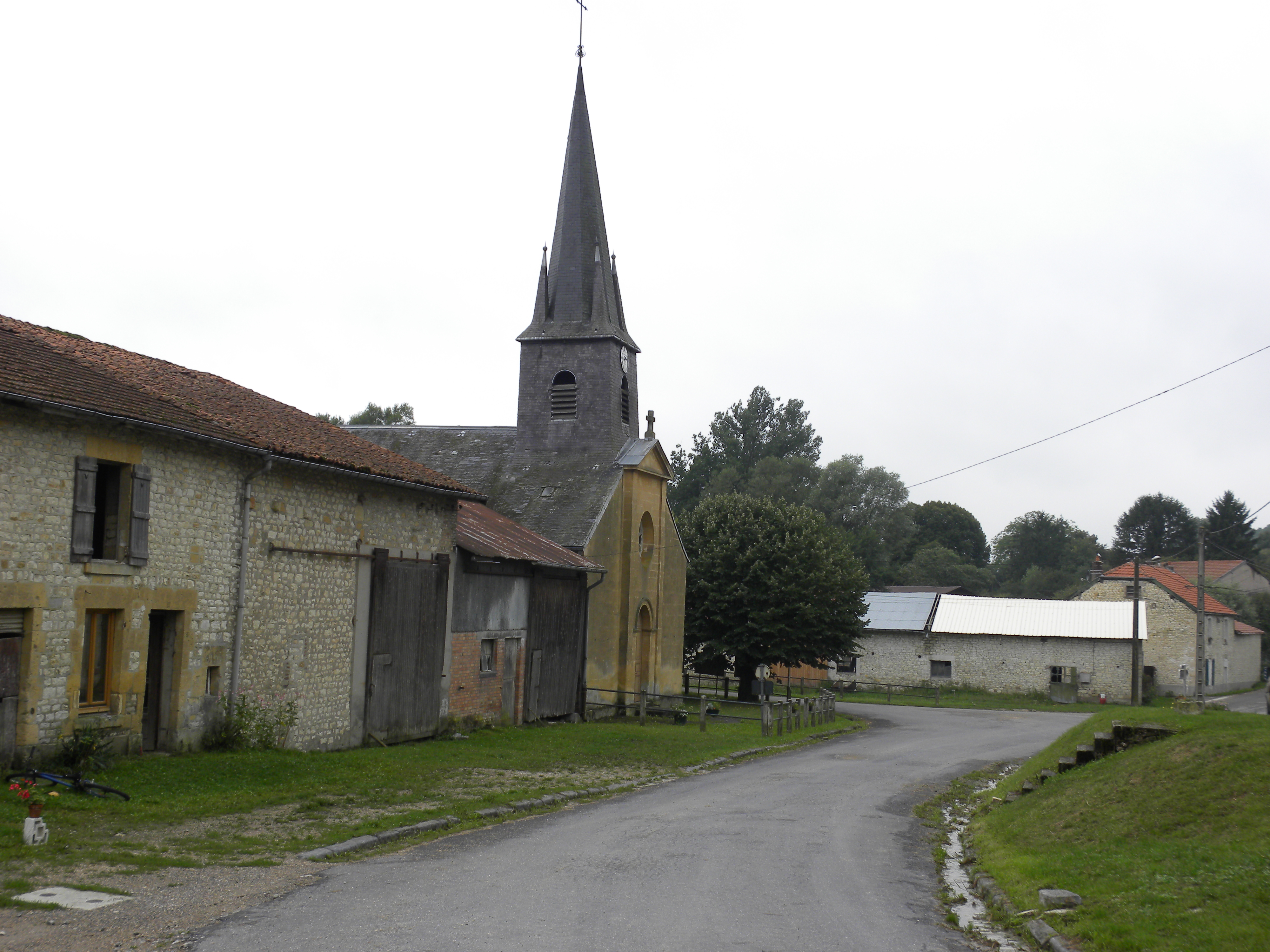
Église Saint-Pierre d'Exermont.